# الحصنان

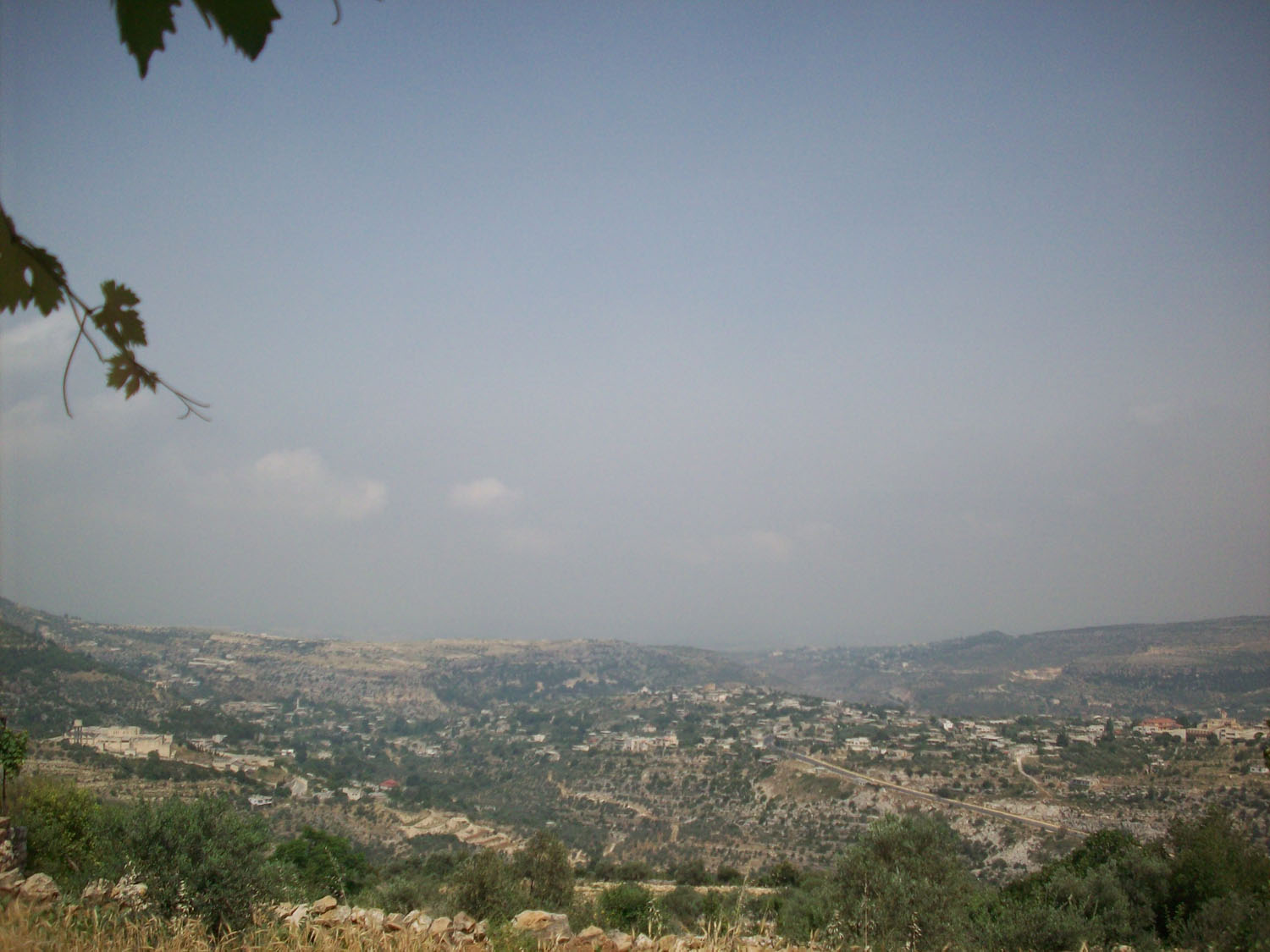
منظر عام للحصنان من الأعلى

الحصنان قرية في بيت ياشوط في سوريا تتبع محافظة اللاذقية، وهي أحد الأجزاء الرئيسية لقرية بيت ياشوط وتقع على خط العرض 35.31 وخط الطول 36.12.

## الموقع والاسم
يمر بها الطريق الرئيسي بين سهل الغاب وسهل الساحل السوري، وتعتبر أعلى من القسم الآخر لبيت ياشوط أي عين قيطة.

## الحصنان تاريخيا
لا يوجد أي دليل مكتوب يدل لماذا سمي هذا القسم من بيت ياشوط بهذا الاسم ويُقال ربما لوجود حثنين في هذا المكان ولكن لا يوجد أي أثر لهذين الحصنين.